# Чемпионат Северной, Центральной Америки и Карибского бассейна по волейболу среди молодёжных команд
Чемпионаты Северной, Центральной Америки и Карибского бассейна по волейболу среди молодёжных команд — соревнования для молодёжных волейбольных сборных стран Северной, Центральной Америки и Карибского бассейна, проводимые под эгидой NORCECA.
Первые турниры прошли в 1974 году. На регулярной основе проводятся с 1998 среди мужских и женских команд с периодичностью один раз в два года по чётным годам. В мужских соревнованиях участвуют спортсмены возрастом до 21 года, в женских — до 19 лет.

## Мужские соревнования
Призёры
| Год  | Место проведения                                                | 1-е место                                                       | 2-е место                                                       | 3-е место                                                       |
| ---- | --------------------------------------------------------------- | --------------------------------------------------------------- | --------------------------------------------------------------- | --------------------------------------------------------------- |
| 1974 |                                                                 | Мексика                                                         | ?                                                               | ?                                                               |
| 1976 | (Мексика)                                                       | США                                                             | Мексика                                                         | Канада                                                          |
| 1980 | Калгари (Канада)                                                | Куба                                                            | Канада                                                          | Мексика                                                         |
| 1986 | Сан-Хуан (Пуэрто-Рико)                                          | Куба                                                            | Канада                                                          | ?                                                               |
| 1998 | Гватемала (Гватемала)                                           | Канада                                                          | Доминиканская Республика                                        | США                                                             |
| 2000 | Гавана (Куба)                                                   | Куба                                                            | Пуэрто-Рико                                                     | США                                                             |
| 2002 | Келоуна (Канада)                                                | Канада                                                          | Пуэрто-Рико                                                     | США                                                             |
| 2004 | Виннипег (Канада)                                               | Куба                                                            | США                                                             | Пуэрто-Рико                                                     |
| 2006 | Монтеррей (Мексика)                                             | Куба                                                            | США                                                             | Канада                                                          |
| 2008 | Сан-Сальвадор (Сальвадор)                                       | Куба                                                            | Канада                                                          | США                                                             |
| 2010 | Гатино (Канада)                                                 | США                                                             | Канада                                                          | Пуэрто-Рико                                                     |
| 2012 | Колорадо-Спрингс (США)                                          | США                                                             | Канада                                                          | Мексика                                                         |
| 2014 | Сан-Сальвадор (Сальвадор)                                       | Куба                                                            | Канада                                                          | США                                                             |
| 2016 | Гатино (Канада)                                                 | США                                                             | Куба                                                            | Канада                                                          |
| 2018 | Гавана (Куба)                                                   | Куба                                                            | Доминиканская Республика                                        | Канада                                                          |
| 2020 | Из-за пандемии коронавируса COVID-19 соревнования были отменены | Из-за пандемии коронавируса COVID-19 соревнования были отменены | Из-за пандемии коронавируса COVID-19 соревнования были отменены | Из-за пандемии коронавируса COVID-19 соревнования были отменены |
| 2022 | Соревнования отменены                                           | Соревнования отменены                                           | Соревнования отменены                                           | Соревнования отменены                                           |
| 2024 | Ногалес (Мексика)                                               | США                                                             | Канада                                                          | Куба                                                            |

## Женские соревнования
Призёры
| Год  | Место проведения                                                | 1-е место                                                       | 2-е место                                                       | 3-е место                                                       |
| ---- | --------------------------------------------------------------- | --------------------------------------------------------------- | --------------------------------------------------------------- | --------------------------------------------------------------- |
| 1974 |                                                                 | Мексика                                                         | ?                                                               | ?                                                               |
| 1976 |                                                                 | Мексика                                                         | США                                                             | Канада                                                          |
| 1980 |                                                                 | Канада                                                          | Куба                                                            | США                                                             |
| 1986 | Сан-Хуан (Пуэрто-Рико)                                          | Куба                                                            | Канада                                                          | Пуэрто-Рико                                                     |
| 1998 | Куэрнавака (Мексика)                                            | США                                                             | Мексика                                                         | Канада                                                          |
| 2000 | Гавана (Куба)                                                   | Куба                                                            | США                                                             | Мексика                                                         |
| 2002 | Умакао, Хункос (Пуэрто-Рико)                                    | Пуэрто-Рико                                                     | США                                                             | Куба                                                            |
| 2004 | Виннипег (Канада)                                               | США                                                             | Доминиканская Республика                                        | Пуэрто-Рико                                                     |
| 2006 | Монтеррей (Мексика)                                             | США                                                             | Доминиканская Республика                                        | Пуэрто-Рико                                                     |
| 2008 | Сальтильо (Мексика)                                             | США                                                             | Доминиканская Республика                                        | Куба                                                            |
| 2010 | Тихуана (Мексика)                                               | США                                                             | Доминиканская Республика                                        | Куба                                                            |
| 2012 | Тихуана (Мексика)                                               | Доминиканская Республика                                        | Мексика                                                         | США                                                             |
| 2014 | Манагуа (Никарагуа)                                             | США                                                             | Куба                                                            | Доминиканская Республика                                        |
| 2016 | Форт-Лодердейл (США)                                            | Доминиканская Республика                                        | США                                                             | Куба                                                            |
| 2018 | Агуаскальентес (Мексика)                                        | США                                                             | Доминиканская Республика                                        | Мексика                                                         |
| 2020 | Из-за пандемии коронавируса COVID-19 соревнования были отменены | Из-за пандемии коронавируса COVID-19 соревнования были отменены | Из-за пандемии коронавируса COVID-19 соревнования были отменены | Из-за пандемии коронавируса COVID-19 соревнования были отменены |
| 2022 | Соревнования отменены                                           | Соревнования отменены                                           | Соревнования отменены                                           | Соревнования отменены                                           |
| 2024 | Торонто (Канада)                                                | США                                                             | Пуэрто-Рико                                                     | Доминиканская Республика                                        |